# Regionalwahl in den Marken 2005
Die Regionalwahl in den Marken 2005 fand am 3. und 4. April statt; der Regionalrat und der Präsident der Region wurden gleichzeitig gewählt.

## Wahlergebnis
| Kandidaten                                          | Kandidaten               | Stimmen | %    | Listen               | Stimmen | %    | Mandate |
| --------------------------------------------------- | ------------------------ | ------- | ---- | -------------------- | ------- | ---- | ------- |
|                                                     | Gian Mario Spaccagewählt | 499.381 | 57,8 | Uniti nell'Ulivo     | 316.816 | 40,1 | 15      |
| Partito della Rifondazione Comunista                | Gian Mario Spaccagewählt | 499.381 | 57,8 | 49.989               | 6,3     | 2    |         |
| Partito dei Comunisti Italiani                      | Gian Mario Spaccagewählt | 499.381 | 57,8 | 31.316               | 4,0     | 1    |         |
| Federazione dei Verdi                               | Gian Mario Spaccagewählt | 499.381 | 57,8 | 25.666               | 3,3     | 1    |         |
| Popolari UDEUR                                      | Gian Mario Spaccagewählt | 499.381 | 57,8 | 14.172               | 1,8     | 1    |         |
| Italia dei Valori                                   | Gian Mario Spaccagewählt | 499.381 | 57,8 | 11.136               | 1,4     | –    |         |
| Liste Civiche Marchigiane                           | Gian Mario Spaccagewählt | 499.381 | 57,8 | 5.780                | 0,7     | –    |         |
| Mandate der Listengruppe                            | Gian Mario Spaccagewählt | 499.381 | 57,8 | –                    | –       | 4    |         |
| ↳ Gesamt                                            | Gian Mario Spaccagewählt | 499.381 | 57,8 | 454.875              | 57,6    | 24   |         |
|                                                     | Francesco Massi          | 333.181 | 38,5 | Forza Italia         | 142.058 | 18,0 | 8       |
| Alleanza Nazionale                                  | Francesco Massi          | 333.181 | 38,5 | 102.107              | 12,9    | 5    |         |
| Unione dei Democratici Cristiani e di Centro        | Francesco Massi          | 333.181 | 38,5 | 57.293               | 7,3     | 2    |         |
| Lega Nord                                           | Francesco Massi          | 333.181 | 38,5 | 6.866                | 0,9     | –    |         |
| Nicht gewählte Direktkandidat                       | Francesco Massi          | 333.181 | 38,5 | –                    | –       | 1    |         |
| ↳ Gesamt                                            | Francesco Massi          | 333.181 | 38,5 | 308.324              | 39,0    | 16   |         |
|                                                     | Angelo Tiraboschi        | 19.778  | 2,3  | Democrazia Cristiana | 10.857  | 1,4  | –       |
| Patto Democratico (NPSI – PRI – PLI – PSDI – Altri) | Angelo Tiraboschi        | 19.778  | 2,3  | 5.125                | 0,6     | –    |         |
| ↳ Gesamt                                            | Angelo Tiraboschi        | 19.778  | 2,3  | 15.982               | 2,0     | –    |         |
|                                                     | Vincenzo Rosini          | 12.239  | 1,4  | Alternativa Sociale  | 10.068  | 1,3  | –       |
| No Euro                                             | Vincenzo Rosini          | 12.239  | 1,4  | 390                  | 0,0     | –    |         |
| ↳ Gesamt                                            | Vincenzo Rosini          | 12.239  | 1,4  | 10.458               | 1,3     | –    |         |
| Gesamt                                              | Gesamt                   | 864.579 | 100  |                      | 789.639 | 100  | 40      |